# Хувентуд
Хувенту́д (исп. Isla de la Juventud — остров Молодёжи), до 1978 года Пи́нос (исп. Pinos) — второй по величине остров и особый муниципалитет Республики Куба.
Находится в 50 км от южного побережья острова Куба в архипелаге Лос-Канарреос.
Площадь острова — 2200 км².

## География

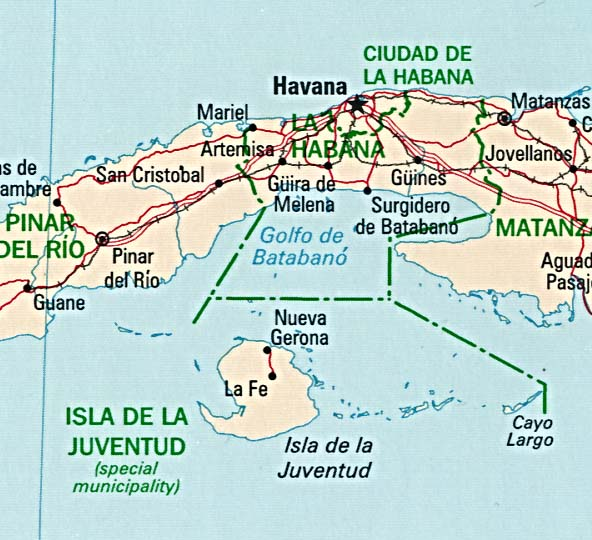
Карта острова Хувентуд.

Большая часть острова покрыта сосновыми лесами, поэтому до 1978 года он назывался островом Сосен (Isla de Pinos).
Над поверхностью небольшие останцовые возвышенности.
Самая высокая точка — гора Сьерра-де-ла-Каньяда (303 м).
Южная часть острова представляет собой плоскогорье. Юг сильно закарстован, много болот, поверхностный сток отсутствует. Леса значительно сведены.
В северной части, в основном равнинной, есть невысокие горы, в которых добывается мрамор. Имеются месторождения никелевых руд и каолинов.
Климат на острове мягкий, однако часто бывают ураганы. Здесь много пляжей, которые пользуются популярностью у туристов. Хувентуд популярен как место рекреационного дайвинга.

## Природа
Среди эндемиков — чешуйчатое пресмыкающееся, двуходка, Cadea palirostrata.

## История
Остров стал известен европейцам после того, как был открыт Колумбом в 1494 году и был объявлен испанской территорией. На протяжении истории был известен под различными названиями. В связи с этим стал известен как «остров тысячи имён»; среди его названий: Камарго, Гуанаха, Сигуанеа, Ла-Эванхелиста, Сантьяго, Пинос (остров сосен), Исла-де-лас-Которрас (остров Попугаев).
Остров на протяжении 300 лет был пристанищем для пиратов и считается возможным прототипом Острова Сокровищ, описанного Робертом Стивенсоном в одноимённом романе. В качестве доказательств указывается на наличие на нём, во-первых, сосновых лесов, во-вторых, холма под названием Подзорная Труба, в-третьих, бухты Сигуанеа с небольшим островком у входа в неё, в-четвёртых, карстовых пещер, в одной из которых могло находиться убежище Бена Ганна, а в-пятых, факта обнаружения на нём остатков бревенчатого форта, отождествляемого с «блокгаузом». При этом площадь Хувентуда — 2200 км² — несопоставима с площадью острова Сокровищ — не более 180 км² («остров имел девять миль в длину и пять в ширину»).
После победы Соединённых Штатов в Испано-американской войне Испания была вынуждена отказаться от своих притязаний на Кубу. В то же время остров не был упомянут в соглашении, которое определяло границы Кубы, что вызвало споры между получившей независимость Кубой и Соединёнными Штатами о принадлежности острова. Поправка Платта, включённая в американско-кубинский договор, исключила остров из юрисдикции Кубы. Но в 1907 году Верховный суд США вынес решение, что остров не принадлежит Соединённым Штатам, и в 1925 году между США и Кубой было подписано окончательное соглашение о его принадлежности.
В 1931 году на острове была построена тюрьма Пресидио Модело, в которой с 1953 года по 1955 год содержался Фидель Кастро и его соратники.
В 1955 году остров был объявлен свободной экономической зоной, предусматривавшей беспошлинный импорт товаров.
После Кубинской революции в 1960-е годы на остров прибывали молодёжные отряды для выращивания цитрусовых, была создана сеть школ-интернатов, воспитанники которых должны были учиться и работать на плантациях. По инициативе Фиделя Кастро остров был переименован в «остров Молодёжи».

## Административное деление
Остров Хувентуд и маленькие островки вокруг него образуют особый муниципалитет Хувентуд, площадь которого — 2419 км², а население — 86 420 человек (2010 год).
Административный центр — город Нуэва-Херона.

## Экономика
Остров Хувентуд — одна из основных сельскохозяйственных провинций Кубы. Здесь выращивают цитрусовые (в том числе, поставляемые на экспорт) и овощи. Обширные площади заняты пастбищами.